# Liga Departamental de fútbol de Río Grande
La liga de fútbol de río grande es una de las numerosas ligas regionales del interior de la República Argentina. Desde 2008 organiza el deporte más popular de la provincia: el futsal.
El campeón del futsal AFA de Río Grande participara del Torneo Nacional de Futsal.

## Liga Oficial de Río Grande de Futsal AFA
EQUIPOS PARTICIPANTES
- Filial River TdF
- Escuela Argentina
- O'Higgins
- 25 de noviembre
- Estrella Austral
- 9 de octubre
- Victoria
- AFIRG
- Soldasur
- Grupo Apex
- Instituto La Misión
- Defensores de Almagro

- Datos: Q5975454